# 三浦一雄
三浦 一雄（みうら くにお、1895年4月22日 - 1963年1月30日）は、日本の官僚、政治家。青森県三戸郡五戸町出身。父は五戸町長や青森県議会議員を務めた三浦道太郎。また、祖父の三浦泉八は十和田湖畔・宇樽部の開拓者として知られる。

## 略歴
1895年（明治28年）、青森県三戸郡五戸町に生まれる。仙台の第二高等学校から東京帝国大学へ進学し、在学中に上杉慎吉を中心に東大に組織された全日本興国同志会に入会。同大学を卒業後、農商務省入省。同期に岸信介ら。
1925年（大正14年）に農商務省が商工省・農林省（現 農林水産省）へと分割されると農林省へ転籍し、農山漁村経済更生運動に深く関わり一時期企画院に出向した後に農林次官を最後に農林省を退官。1942年の翼賛選挙で政界へ転進した。
1944年（昭和19年）に小磯内閣が成立すると法制局長官を務め、一時期内閣書記官長を兼任。小磯内閣退陣後は大政翼賛会企画部長を務めるが終戦後直ぐに公職追放され、追放解除後の1952年の総選挙で政界復帰して第2次岸内閣で農林大臣を務めた。衆院議員在任中に死去。

## 栄典
- 1940年（昭和15年）8月15日 - 紀元二千六百年祝典記念章[4]

## その他
- 八戸工業大学第一高等学校の「建学の精神」を農林水産大臣在職中に揮毫。
- 実姉に、柳田國男に師事した民俗学者の能田多代子がいる。[2]